# Virus (How About Now)
Virus (How About Now) is een nummer van de Nederlandse dj's Martin Garrix en MOTi uit 2014. De vocalen op het nummer werden verzorgd door Jenny Wahlström.
Het nummer werd in Nederland een België een bescheiden hit. In de Nederlandse Top 40 haalde het de 26e positie, en in de Vlaamse Ultratop 50 de 34e.